# Parafia św. Rocha w Starych Budkowicach
Parafia św. Rocha w Starych Budkowicach – polska rzymskokatolicka parafia, należąca do dekanatu Zagwiździe w diecezji opolskiej, znajdująca się przy ul. Zagwiździańskiej 2 w Starych Budkowicach.

## Historia parafii
Przed powstaniem parafii wieś Stare Budkowice należała do parafii w Jełowej. W 1713 roku powstał we wsi kościół filialny, a 15 grudnia 1827 roku została erygowana jako samodzielna parafia. Wówczas obok Starych Budkowic do parafii weszły powstałe w II połowie XVIII wieku okoliczne kolonie: Nowe Budkowice, Morcinek, Dębiniec, Zagwiździe, Bukowo, Radomierowice, Kały, Młodnik, Kopiec, Grabice, Wojszyn i Murowski Młyn. Jako filię dołączono do parafii wieś Laskowice. Parafia należała wówczas do dekanatu siołkowickiego. W 1855 roku parafia liczyła 3980 katolików mówiących. W 1895 roku liczba katolików wzrosła do 5369 osób. W 1898 roku odłączono od parafii jej
dotychczasową filię w Laskowicach i przyłączono ją do parafii w Tułach. W 1924 roku erygowano samodzielną parafię w Zagwiździu, gdzie przyłączono również Murowski Młyn i Grabice. W 1988 roku Radomierowice przeszły pod „skrzydła” proboszcza z Dąbrówki Dolnej, natomiast w 1996 roku, po zbudowaniu nowej kaplicy w Bukowej, dołączono do parafii Nową Bogacicę.

## Liczebność i obszar parafii
Parafię zamieszkuje 2263 mieszkańców, obszar jej natomiast obejmuje wsie: Stare Budkowice (884 mieszkańców), Nowe Budkowice (346 mieszkańców), Bukowo (193 mieszkańców), Dębiniec (333 mieszkańców), Kały (300 mieszkańców), Morcinek-Wojszyn-Sośniny (95 mieszkańców) oraz Nową Bogacicę (128 mieszkańców).

### Przedszkola i szkoły
- Publiczne Przedszkole w Starych Budkowicach,
- Publiczna Szkoła Podstawowa w Starych Budkowicach.

### Kaplice
- Klasztor sióstr Służebniczek[1]

## Duszpasterze

### Proboszczowie
- ks. Ucherek (1827–1836 – pierwszy proboszcz parafii)
- ks. Johann Hallama (1836–1846)
- ks. Augustin Bertzyk (1846–1857)
- ks. Georg Rduch (1857–1866 – pełnił funkcję administratora parafii)
- ks. Paul Frischtatzky (1866–1872)
- ks. Theodor Wagner (1872–1882)
- ks. Paul Gerntke (1882–1902 – jest pierwszym proboszczem pochowanym na parafialnym cmentarzu)
- ks. Karl Riedl (1902–1938)
- ks. prał. Henryk Kocek (1938–1988 – najdłużej urzędujący proboszcz parafii)
- ks. Jerzy Bortel (1988 – jako administrator parafii, proboszcz od 1999 do 2005)
- ks. Waldemar Klose (2005 – jako administrator parafii, proboszcz od 2007 do 2019)
- ks. Piotr Kierpal (od 2019)

## Grupy parafialne
- Marianki,
- Ministranci
- Młodzieżowa Orkiestra Dęta „Camerata”
- Chór Parafialny „Spotkanie”
- Schola Parafialna „Cantus Mirabilis”
- Zespół taneczny „KAKTUS”
- Parafialny Zespół CARITAS
- Róże Różańcowe